# Stretto di Jura
Lo stretto di Jura (in lingua gaelica scozzese: An Linne Rosach) indicato anche come Sound di Jura è uno stretto situato nell'Argyll e Bute, in Scozia. È uno dei molti stretti della Scozia chiamati anche Sounds of Scotland.
Si trova ad est di Jura e ad ovest di Knapdale, parte di una penisola della terraferma scozzese. Lo sbocco occidentale del canale di Crinana si trova nello stretto di Jura; i loch che portano al sound sono il Loch Sween e il Loch Caolisport.
Il margine settentrionale è particolarmente infido, in quanto sono presenti molti scogli, piccole isole, forti correnti tidali e mulinelli. Il golfo di Corryvreckan, al cui interno si cela un noto mulinello, il terzo più grande del mondo, si estende dal nord del sound.
Il margine meridionale, al contrario, è molto più largo e aperto; gran parte delle piccole isole e scogliere sono vicine alla costa. I traghetti che partono dalla terraferma e che sono diretti a Colonsay e Islay costeggiano il lembo meridionale del sound.
Gran parte della ridotta popolazione di Jura vive sulla costa orientale, che guarda sul sound, e tra questi vi fu anche George Orwell mentre scrisse il suo romanzo 1984.
Lo stretto di Jura non è da confondere con lo stretto di Islay, che si trova tra Jura e Islay.